# ハート・オブ・イノセンス
ハート・オブ・イノセンス（Heart of Innocence）は、米国のポップス歌手ジェシカ・シンプソンが1999年にリリースしたアルバム「Sweet Kisses」に収録されているバラード曲。作詞にはシンプソン本人も参加している。シングルカットはされなかったが、「自分の純潔は未来の夫に捧げることのできる贈り物」と歌った歌詞が話題となった。シンプソンはこの曲について「お説教じみた曲ではなく、ただ正直で誠実なものにしたかった。この詞は私が幼い頃から抱いてきた夢をストレートに表現した物なの、なぜならバージンであることは最もセクシーなことだから」と公言している。